# Lichuan
Lichuan (en chino, 利川; pinyin, Lìchuān) es un municipio bajo la administración directa de la Prefectura Enshi en la Provincia de Hubei, República Popular China.  Su área es de 4605 km² y su población total para 2017 superó los 900 mil habitantes..

## Administración
El Municipio de Lichuan se divide en 14 pueblos que se administran en 2 subdistritos, 7 poblados y 5 villas.

## Toponimia
El topónimo Lichuan se compone de los sinogramas li (‘ganancia/prosperidad’) y chuan (‘valle/río’).
Una explicación popular menciona que el río Qing (清江), que atraviesa todo su territorio, forma un valle fértil y rico en recursos naturales, lo que daría como resultado "río/valle prospero".
Otra explicación, considerada más probable por algunos estudiosos. Debido a la costumbre de la época para nombrar divisiones administrativas, es que el nombre proviene de la frase; "Ganar al cruzar el gran río" (利涉大川 Lìshè dàChuān) que se encuentra en el Libro de los Cambios. 
Históricamente, Lichuan funcionaba como barrera defensiva en la ruta hacia Sichuan, por eso se le habría llamado "Lichuan", que significa "beneficioso para (Si)chuan", lo que reflejaba su valor geoestratégico para proteger el acceso a la cuenca de Sichuan.